# Grusonia parishii

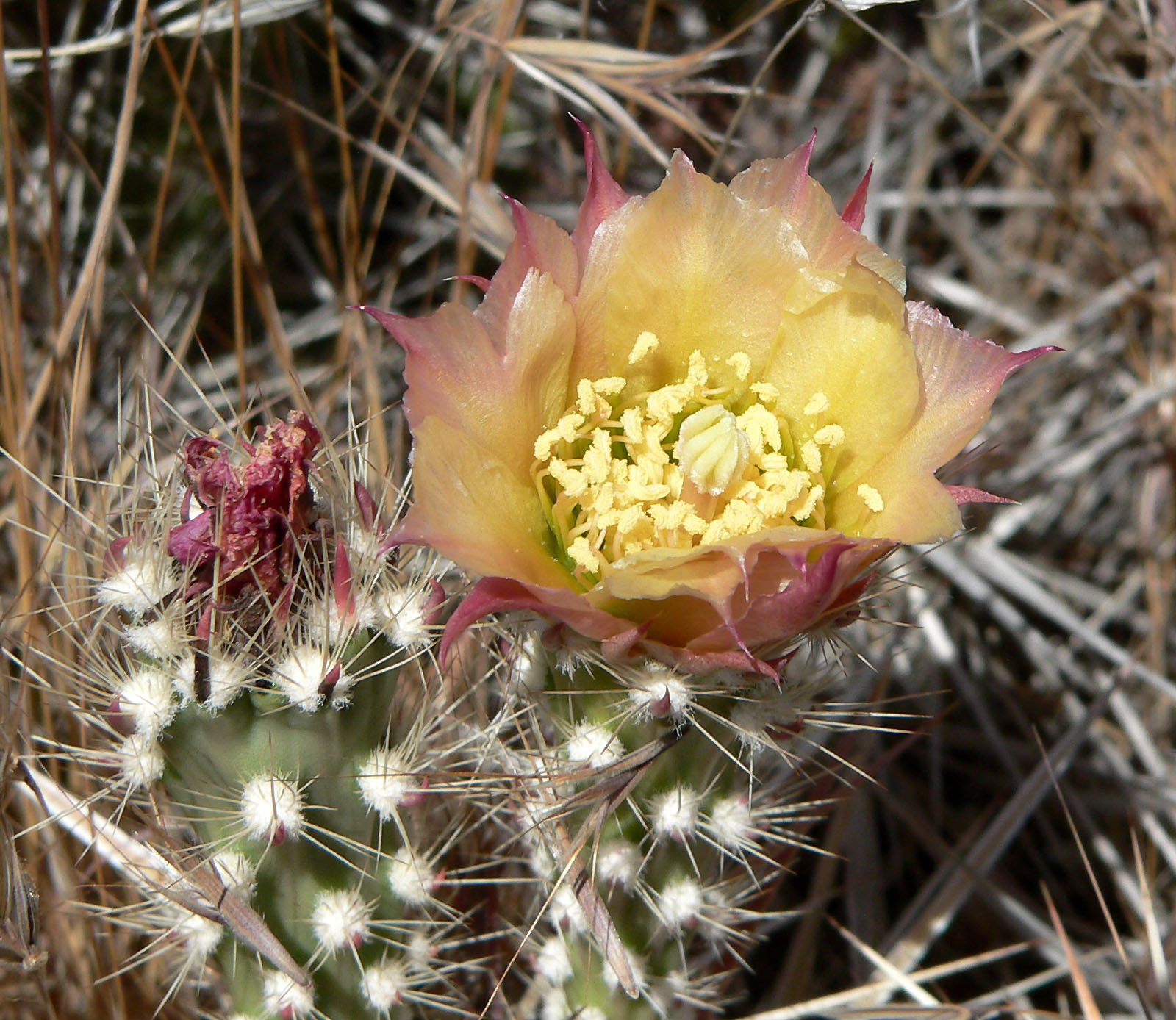
Blüte

Grusonia parishii ist eine Pflanzenart in der Gattung Grusonia aus der Familie der Kakteengewächse (Cactaceae). Das Artepitheton parishii ehrt den US-amerikanischen Botaniker Samuel Bonsall Parish (1838–1928).

## Beschreibung
Grusonia parishii wächst niedrigbleibend, ist reich verzweigt und bildet Matten von 10 bis 20 Zentimeter Höhe. Die keulenförmigen, gehöckerten Triebabschnitte sind 5 bis 9 Zentimeter lang und weisen Durchmesser von 2 bis 3 Zentimeter auf. Die kreisrunden Areolen sind mit grauer bis weißer Wolle und gelben Glochiden besetzt, die 5 bis 8 Millimeter lang sind. Die 14 bis 22 weißen bis braune Dornen besitzen eine gelbliche Spitze und befinden sich nur an den Areolen in der Nähe der Triebspitzen oder an allen Areolen. Die etwa fünf oberen Dornen sind bräunlich, spreizend, etwas drehrund, an ihrer Basis kantig bis etwas abgeflacht und 4,2 Zentimeter lang. Die fünf bis sechs unteren Dornen sind weißlich bis etwas rosafarben bis ockerlich, stark zurückgebogen, abgeflacht und 2,5 bis 4,5 Zentimeter lang.
Die hellgelben Blüten besitzen einen rötlichen Mittelstreifen und erreichen Längen von 1,5 bis 2,2 Zentimeter. Die gelben Früchte sind fleischig und mit dichten, gelben Glochiden besetzt. Sie sind 3,5 bis 5,5 Zentimeter lang und weisen Durchmesser von 1,5 bis 2 Zentimeter auf.

## Verbreitung, Systematik und Gefährdung
Grusonia parishii ist in den Vereinigten Staaten im Südosten von Kalifornien, im Süden Nevadas und Nordwesten und Süden von Arizona in der Vegetation der Mojave-Wüste und Chihuahua-Wüste in Höhenlagen von 900 bis 1200 Metern verbreitet.
Die Erstbeschreibung als Opuntia parishii erfolgte 1896 von Charles Russell Orcutt. Donald John Pinkava stellte die Art 1999 in die Gattung Grusonia.  Weitere nomenklatorische Synonyme sind Corynopuntia parishii (Orcutt) F.M.Knuth (1936), Opuntia stanlyi var. parishii (Orcutt) L.D.Benson (1950) und Corynopuntia stanlyi var. parishii (Orcutt) Backeb. (1958).
In der Roten Liste gefährdeter Arten der IUCN wird die Art als „Least Concern (LC)“, d. h. als nicht gefährdet geführt. Die Entwicklung der Populationen wird als stabil angesehen.

## Nachweise